# Кам'янка (Дніпро)
Не плутати з Кам'янка (Дніпровський район)
Кам'янка (інші назви: Єлизавето-Кам'янка, Гола Кам'янка, Конюшівка, Фрунзенське) — старовинне козацьке запорозьке селище на лівому березі каменського перевозу через річку Дніпро, що пов'язував Нові Кайдаки на правобережжі. Нині — у складі Амур-Нижньодніпровського району міста Дніпра.
Центр селища — поблизу сучасної 20-ї міської лікарні, у минулому — поруч давньої переправи біля Дніпра.
Відомі висілки селища: Ломівка (за радянщини — селище Фрунзе) і Березанівка (утворення датують 1757 роком козаком Березаном). Поселення у причалу поміж вулицями Шевською та Широкою називають Куточок.

## Козацька Кам'янка

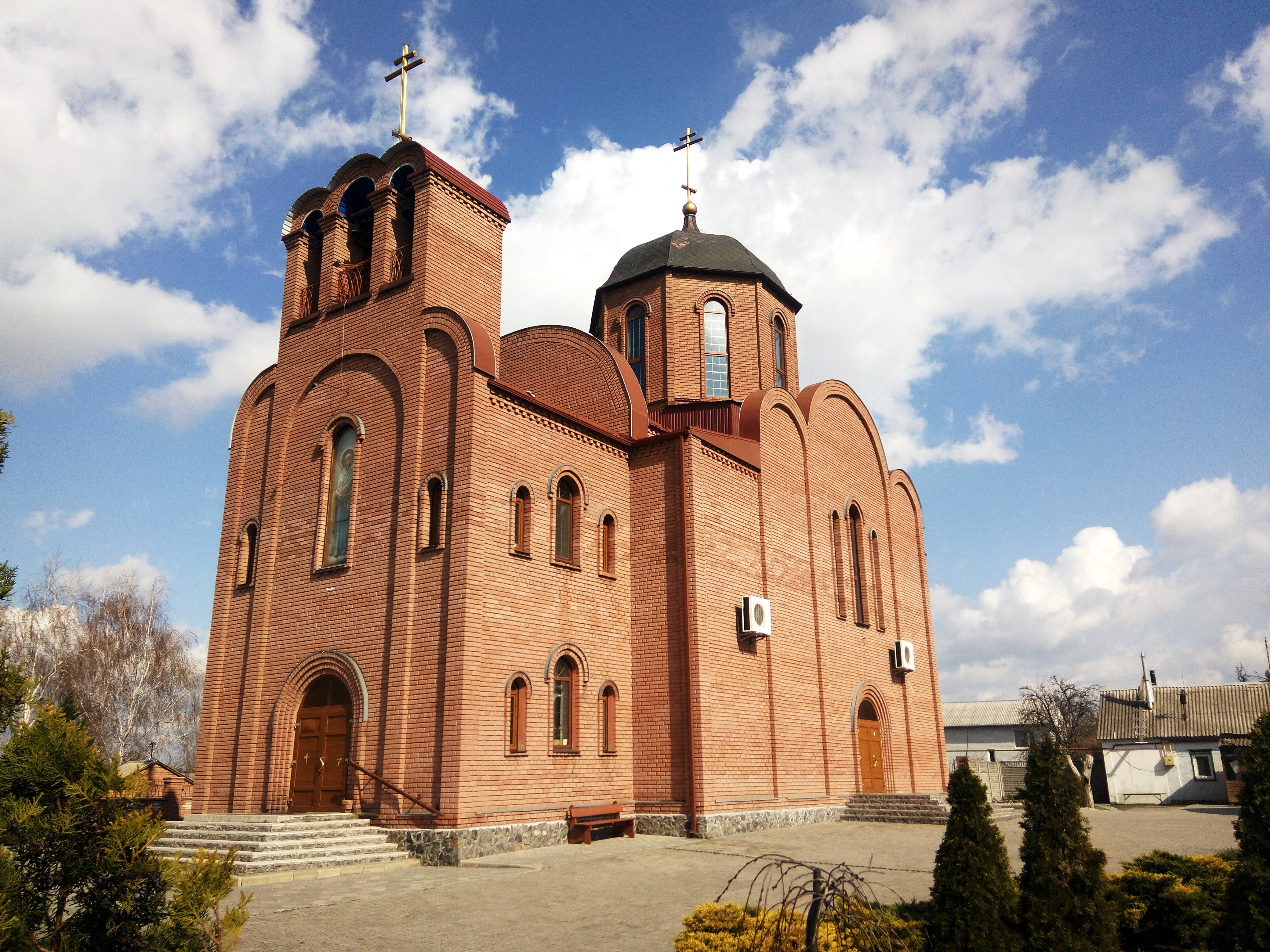
Свято-Покровський храм

У 1596 році вперше згадані вправні козаки каменського перевозу через Дніпро. Широко відома з середини 17 століття. Тут була перевізна команда, що використовувала плоти і видовбані дубові човни. Тутешня переправа була найкращою на Дніпрі. Майже всі мандрівники та торговці сіллю, що рухались із Запоріжжя на лівобережну України, Дон і Московщину переправлялися тут.
1674 року населення правобережжя рятувалося від турків і переселялося у Китайгород, Царичанку, Нехворощу, Кам'янку й інші села лівобережжя.
У 18 сторіччі містечко входило до Самарської паланки Запорожжя.
У 1762 році тут мешкало 618 осіб. У селі була Преображенська церква «як слесарсько гарно отделана, так і малярсько іконами богато украшена» (Д.Яворницький). Згодом, коли Кам'янка стала найбільшим селищем лівобережного Запоріжжя тут було побудовано Троїцька і Свято-Покровська церкви (зруйнована у 1935 році). Будівля Свято-Покровської церкви була відновлена у 1996 році.
На розі сучасних вулиць Передової та Широкої існувала фортеця-редут.

## Кам'янка у Російській імперії
При забудові селища його вулиці зустрілися на його східній окраїні з вулицями селища Амур біля сучасної автобусної зупинки «вулиця Коваленка». Амур не прийняв ті вулиці, тому сходом мешканців Кам'янки було запропоновано: «Причіпляйтесь до нас!». Тому східну частину Кам'янки разом з Клинчиком називають Причіплянка.
За перших років радянської влади селище розділи надвоє: його східну частину було названо Ломівка. Межею між ними служив шлях (сучасна вулиця Щитова) від сучасної автобусної зупинки «Амбулаторія» на північ, що проходить біля 64-ї середньої школи й упирається у залом місцевості. За Олексієм Забарою, саме за цим заломом селище отримало назву Ломівка.
У 1886 році Кам'янка входила до складу Кам'янської волості Новомосковського повіту Катеринославської губернії і налічувала 927 дворів, 5562 мешканців, волосну управу, 2 православні церкви, 10 лавок, 3 ярмарки, базар по будням. За 5 верст — лісові простори, 3 лавки, пекарня.

## Кам'янка у радянський період

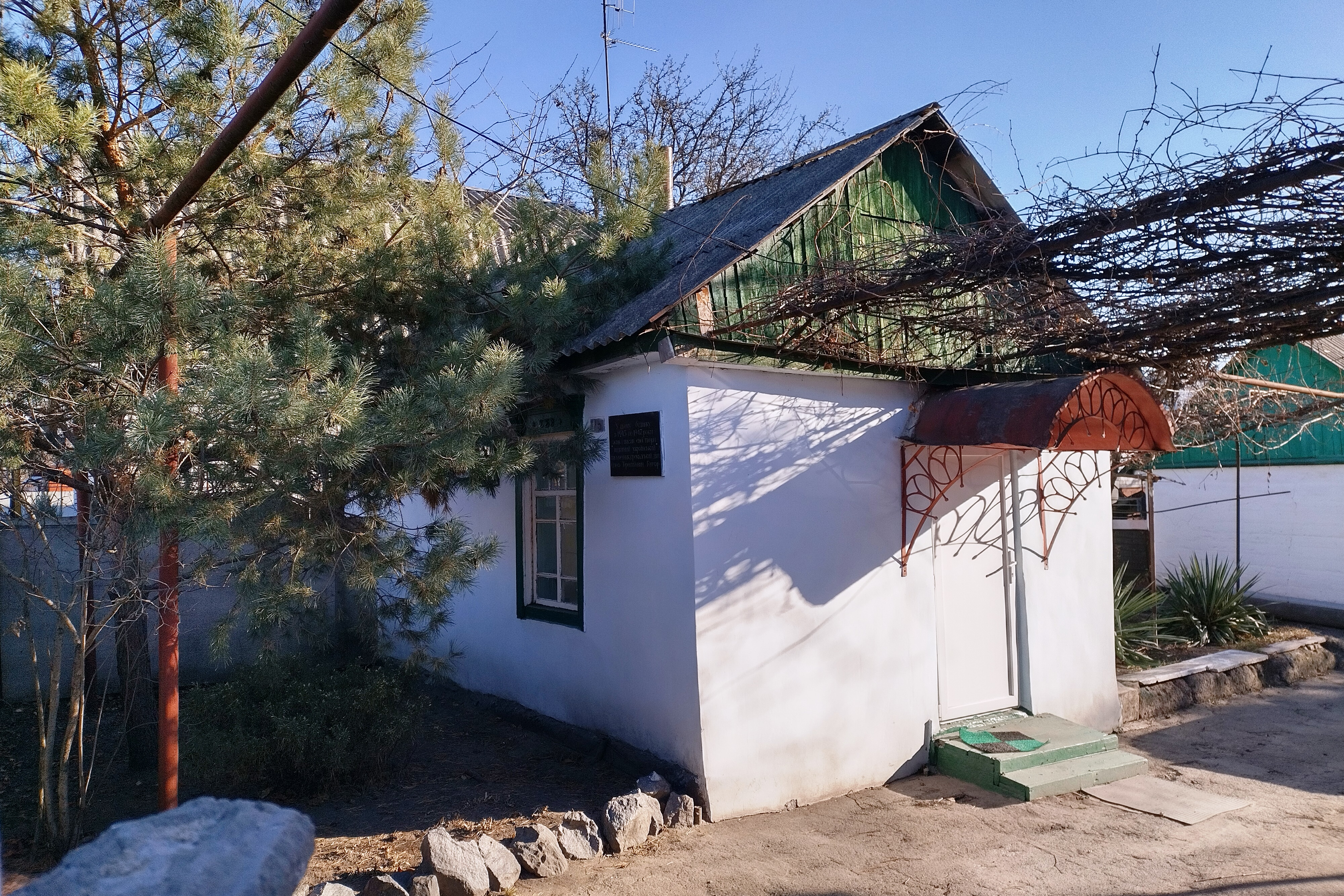
Будинок в якому мешкав Олесь Гончар

У 1923 році Кам'янка, Ломівка і Березанівка утворили Єлизавето-Каменський район Катеринославської округи Катеринославської губернії з районним центром у Кам'янці. На півночі селища у степу був побудований аеропорт Кам'янка, що діє до цього дня для спортивної авіації і авіашоу.
З побудовою Запорізької ГЕС води водосховища підняли ґрунтові води у містечку, що призвело до втрати деяких земель та часткового переселення мешканців.
Ломівка увійшла у склад Амур-Нижньодніпровського району міста Дніпропетровська в 1939 році, а Кам'янка в 1938 році об'єдналася з Березанівкою в смт Фрунзенське, яке в 1959 році також приєднано до міста.
У Ломівці, у будинку на вулиці Клубній 25, у своєї сестри, мешкав  Олесь Гончар та саме там написав першу частину роману «Прапороносці» під час свого навчання у Дніпрі (1945-1947 рр.).
У 1980-их тут були зведені висотні мікрорайони: Фрунзенський і Лівобережний. Готувалася територія під забудову мікрорайону Московський.

## Персоналії
- Сесь Памфіл Кирилович (1897—1992) — український інженер-керамік, письменник.

- Епік Григорій Данилович (1901—1937) - український письменник, перекладач і публіцист, представник «Розстріляного відродження».[2]
- Сова Ілля Степанович (1895-1923) - повстанський отаман у період Визвольних змагань

- Ватченко Олексій Федосійович (1914-1984) - український радянський партійний і державний діяч, Голова Президії Верховної Ради УРСР (1976-1984).

- Гончар Олесь Терентійович (ім'я при народженні — Біличенко Олександр Терентійович) (1918—1995) — український письменник, літературний критик, громадський діяч.
- Ватченко Горпина Федосіївна  (1923—2004) - український історик.
- Никонов Павло Сергійович (1989—2014) (у документах «Ніконов») — солдат Збройних сил України, учасник російсько-української війни.